# Lucas Halangk
Lucas Halangk (* 22. September 2003 in Magdeburg) ist ein deutscher Fußballspieler.

## Karriere
Nach seinen Anfängen in der Jugend des 1. FC Magdeburg wechselte er im Sommer 2019 in die Jugendabteilung des Halleschen FC. Nach 20 Spielen in der B-Junioren-Bundesliga und zwei Spielen in der A-Junioren-Bundesliga, bei denen ihm insgesamt ein Tor gelang, kam er auch zu seinem ersten Einsatz im Profibereich, als er am 27. August 2021, dem 6. Spieltag, beim 4:4-Heimunentschieden gegen den SC Verl in der 88. Spielminute für Aaron Herzog eingewechselt wurde. Kurz danach unterzeichnete er bei seinem Verein seinen ersten Profivertrag. Mit den Hallensern gewann er 2023 und 2024 den Landespokal Sachsen-Anhalt. Zur Saison 2025/26 wechselte er in die 
Regionalliga West zu Rot-Weiß Oberhausen.